# Черняєво
Черня́єво (рос. Черняево) — село у складі району імені Лазо Хабаровського краю, Росія. Адміністративний центр Черняєвського сільського поселення.

## Населення
Населення — 1068 осіб (2010; 1117 у 2002).
Національний склад (станом на 2002 рік):
- росіяни — 90 %